# Place Bouvet
La place Bouvet est une voie de la commune française de Saint-Malo, Ille-et-Vilaine, en Bretagne.

## Situation et accès
Dans la prolongation de la rue Georges-Clemenceau et la Rue Ville-Pépin, la Place Bouvet est la place centrale du quartier de Saint-Servan, anciennement ville de Saint-Servan-sur-Mer de 1790 à 1967, avant sa fusion avec sa voisine Saint-Malo. Elle est dominée par la silhouette de l'ancienne mairie de la commune servannaise et fait la jonction entre les deux principales rues du quartier de Saint-Servan, celles poursuivant la pénétrante venue de Rennes, la route nationale de Saint-Malo à Rennes, et allant à l'intra-muros. De par sa position, elle est accueille aussi un marché chaque mardi et vendredi matin, depuis 1715. 

## Origine du nom
Le nom de la place Bouvet est une référence à l'amiral et député servannais Pierre François Étienne Bouvet de Maisonneuve.

## Historique
En 1834, elle était nommé "Place d'armes". Sur un plan de 1850, nommée "Promenade", elle était bordée d'une double rangée d'arbres en forme de U ouvert du côté de l'ancienne mairie.

## Bâtiments remarquables et lieux de mémoire
La rue comporte numéros dont :

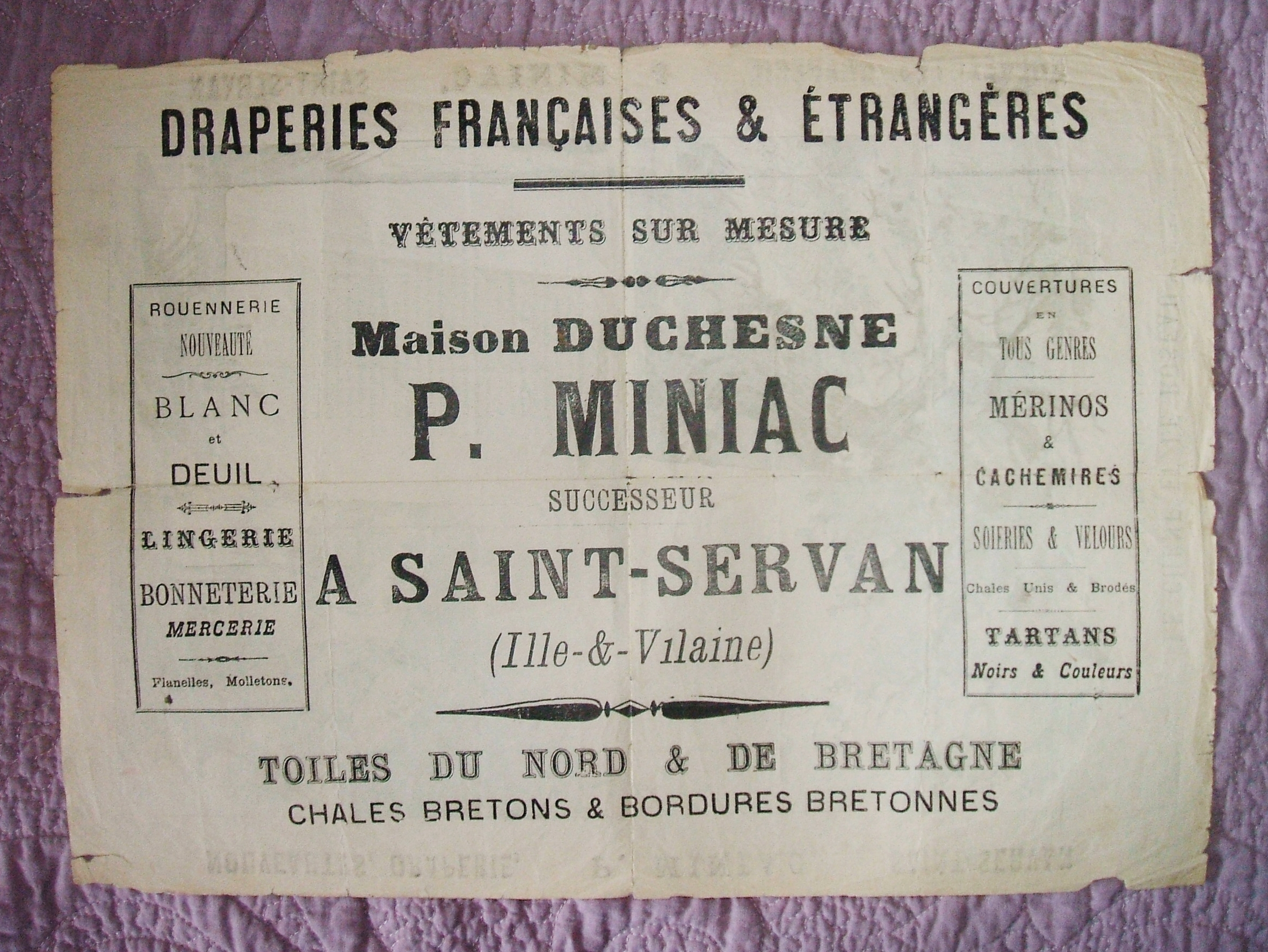
Maison textile Duchesne-Miniac, place Bouvet, jusqu'en 1899.

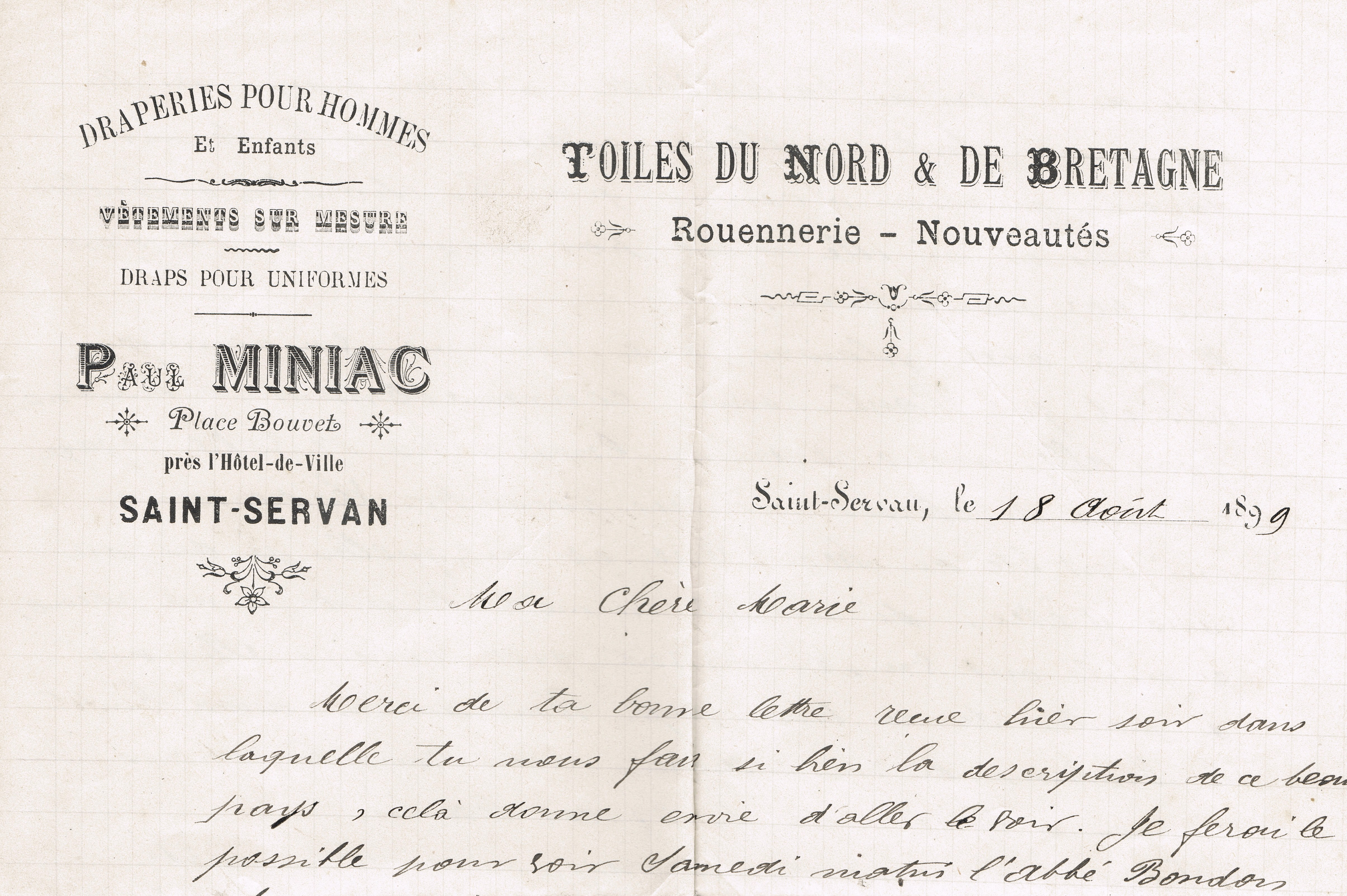
En-tête pour la Maison Duchesne-Miniac. En 1900, Félix Potin la remplace.

- no 2 : Boulangerie aujourd'hui, à l'angle de la place et du 82 rue Georges-Clemenceau : anciennement magasin Duchesne-Miniac (...-1899) où vécurent Alexandre Miniac et Edmond Miniac, puis épicerie fine de A. Ragonneau pour la marque Félix Potin (1900-...).
- Théâtre de la Ville, salle Charcot.
- Halles.
- Ancien hôtel de ville : édifié en 1869 sous le mandat du maire Édouard Michel Gouazon (1864), à l'emplacement des jardins de l'ancien couvent des Capucins, puis d'une ancienne poissonnerie de 1837 transformée en halle aux grains. Œuvre de l'architecte Hippolyte Béziers-Lafosse, l'architecture polychrome du bâtiment (ardoise, calcaire, brique) s'inspire du style Louis XIII. Aujourd'hui, elle sert de mairie annexe. Des expositions temporaires s'y déroulent : ainsi celle sur l'académicien Louis Duchesne en juillet 1995 par la Société d'histoire et d'archéologie de l'arrondissement de Saint-Malo.
- Buste de l'amiral Pierre François Étienne Bouvet de Maisonneuve (1900), devant l'ancienne mairie, et son socle en granit dans lequel est gravé : "Hommage des Servannais à l'Amiral Bouvet". Il fut inauguré par l'amiral Henri de Barbeyrac (1842-1913).
- Ancienne salle de ventes de commissaires-priseurs.
- Étude de notaire (Gilbert)

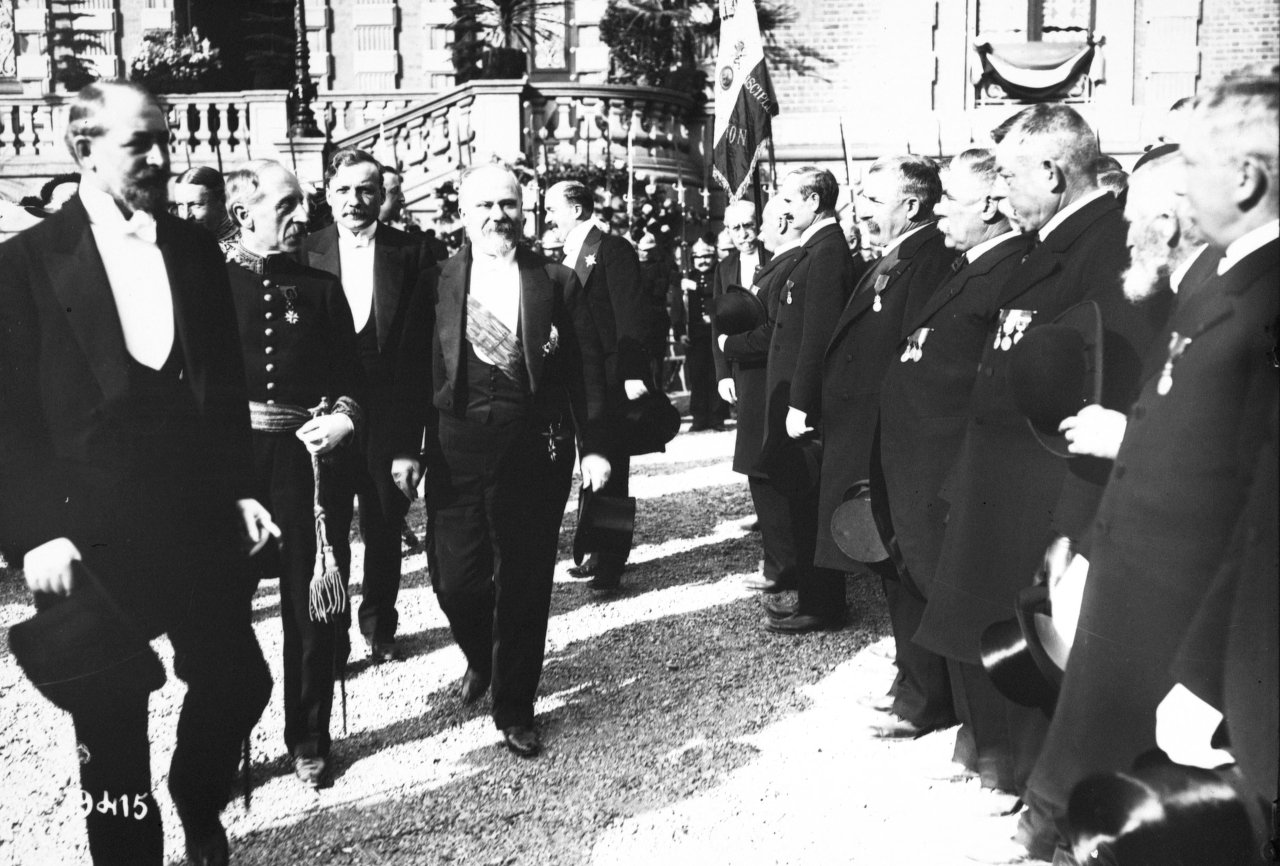
Le président Poincaré, place Bouvet.

- Le marché bihebdomadaire se déroule chaque mardi et chaque vendredi depuis 1715. L'écrivain Colette aimait beaucoup s'y rendre lorsqu'elle résidait à Saint-Coulomb.
- Au début du XXe siècle, un kiosque à musique trônait sur la place.
- De 1909 à 1950, les tramways d'Ille-et-Vilaine s'approvisionnent en charbon lors de leurs arrêts sur la place.
- Place Bouvet le 30 mai 1914, le président de la République Raymond Poincaré passe en revue quelques vétérans de la guerre de 1870.
- Réception de Georges Bonnet le 22 août 1937 à l'hôtel de ville.
- Rixe mortelle le 14 mars 2010.
- Exposition Louis Duchesne au Théâtre, octobre 2016, en marge du Colloque Louis Duchesne du 17 octobre 2016 organisé par la Société d'histoire et d'archéologie de l'arrondissement de Saint-Malo, avec Christian Boucher,  André Dauchez, Jean-François Miniac, Jean-Yves Ruaux et Brigitte Waché.